# Хоакін Лавега
Хоакін Лавега Кольсада (ісп. Joaquín Lavega Colzada, нар. 3 лютого 2005, Монтевідео, Уругвай) — уругвайський футболіст, нападник бразильського клубу «Флуміненсе».

## Ігрова кар'єра

### Клубна
Хоакін Лавега є вихованцем клубної академії столичного «Рівер Плейт». 30 травня 2021 року у грі проти «Депортіво Мальдонадо» Лавега дебютував на професійному рівні.
У вересні 2022 року англійське видання The Guardian назвало футболіста одним з кращих гравців світу 2005 року народження.
В грудні 2024 року стало відомо, що футболіст досяг домовленості з бразильським клубом «Флуміненсе» і підписав з ним п'ятирічний контракт.

### Збірна
В складі юнацьких збірних Уругваю Хоакін Лавега брав участь у Юнацькому чемпіонаті Південної Америки (U-15) та панамериканських іграх 2023 року.
В складі молодіжної збірної Уругваю на початку 2025 року Лавега грав на молодіжному чемпіонаті Південної Америки у Венесуелі.
У жовтні 2024 року Хоакін Лавега отримав перший виклик до лав національної збірної Уругваю але на поле того разу не виходив.